# Euronychodon
L’euronicodonte (gen. Euronychodon) è un dinosauro carnivoro, appartenente ai troodontidi. Visse nel Cretaceo superiore (Maastrichtiano, circa 70 milioni di anni fa) e i suoi resti fossili sono stati ritrovati in Portogallo.

## Classificazione
Questo animale è noto solo grazie ad alcuni denti fossili, ritrovati nella regione di Taveiro in Portogallo, provenienti dal Maastrichtiano e descritti nel 1991 da Antunes e Sigogneau-Russell. Questi denti vennero considerati abbastanza caratteristici da essere distinti a livello di genere e specie. I denti sono simili a quelli del più noto (ma altrettanto enigmatico) Paronychodon, a sua volta basato su denti fossili provenienti dal Nordamerica. Questo genere e l'analogo Zapsalis sono a loro volta considerati identici o molto affini a Ricardoestesia, un misterioso dinosauro teropode di piccole dimensioni, variamente considerato un dromeosauride, un troodontide, un archeotterigide, un celuride o un ornitomimosauro. Si suppone comunque che Paronychodon fosse un esemplare europeo dei troodontidi, piccoli dinosauri carnivori affini agli uccelli e caratteristici dell'Asia e del Nordamerica. Si suppone che Euronychodon fosse simile al troodontide asiatico Byronosaurus, sulla base di similitudini nello smalto dentario. 
Un'altra specie attribuita allo stesso genere è Euronychodon asiaticus, descritta nel 1995 da Nessov e basata su altri denti fossili rinvenuti in Uzbekistan in strati più antichi (Turoniano, circa 92 milioni di anni fa). Questi fossili sono solitamente considerati un nomen dubium e potrebbero non essere appartenuti a un animale strettamente imparentato con la specie europea.